# Drosophila hermioneae
Drosophila hermioneae är en tvåvingeart som beskrevs av Vilela 1983. Drosophila hermioneae ingår i släktet Drosophila och familjen daggflugor.
Artens utbredningsområde är Mexiko.